# لشکر آبی
لشکر آبی (به اسپانیایی: División Azul) یگانی در سطح لشکر از داوطلبان اسپانیایی در نیروی زمینی آلمان در جبهه شرقی جنگ جهانی دوم بود که به عنوان بخشی گروه ارتش شمال عموما در ناحیه لنینگراد به عملیات پرداخت.